# Keglevich Péter (katona)
Buzini Keglevich Péter (1603. január 23. – 1661 után) horvátországi birtokos, katona, naplóíró.

## Élete
Keglevich György horvátországi al-bánnak és Istvánffy Katalinnak fia, Keglevich Miklós nagybátyja. Nőül vette 1625. július 25-én Geréczy Margitot Biszág várában. 1631-ben háborúba ment a császári hadsereggel Hrazsonachky ezredes vezérlete alatt. 1632. február 11-én ezredes lett és hazatért toborzás végett, április 12-én visszament ezredéhez. 1633. február 24-én Égerből, ahol súlyosan megbetegedett, a hadseregtől eltávozott Prielzába és Ljubljanába; október 22-én ismét visszatért oda. 1634. január 1-jén lemondott ezredesi rangjáról és hazájába visszatért. 1634. január 14-én a báni táblához választatása után letette az ülnöki esküt Zágrábban; július 30-án a törökön győzelmet vívtak ki a mieink Gorica mellett, ő is jelen volt ez ütközetben mint kapitány. 1637. május 1-én Fürstenfeldről, ahol szállása volt, negyedszer indult a császár hadseregéhez; szeptember 8-án utoljára tért haza a hadseregtől. 1641. március 25-én az ő vezérlete alatt Gozdanzkánál szétverték a törököt. Július 7-én Egerszegre ment, hogy a határőrség vicegenerálisságát és az egerszegi vár főkapitányságát átvegye. Szeptember 12-én elfogta Musztafa Oda török basát. 1650. augusztus 31-én Segesd alatt táborozott a kanizsai határőrökkel.
Vitéz ember, jó hazafi, vallásos keresztény és nagy gazda volt. Kedélyes víg embernek kellett lennie, mert sok lakodalomra hívták; naplójában a saját lakodalmával együtt 43 lakodalmat említ és valószinű, hogy mindegyikben ott volt. Mindezt naplójegyzeteiből vonta ki Szinnyei József bibliográfus. Nagy Iván idézetei után a Corpus Jurisban is látható, hogy tagja volt több (1638., 1647. és 1649.) országos bizottságnak. Megalapítója volt a horvátországi ágnak; egyik fia János pálos barát, két leánya pedig apáca lett, és László fiától származik le a később is virágzó horvátországi Keglevich grófi család.

## Munkái
Némely irásba foglalt, említésre méltó jegyzetek 1599-től kezdve. Saját kalendariomaim szerint pedig 1627-től kezdve (kivévén az 1631. évet, melyre vonatkozó naptárom elveszett), mik Szlavoniában történtek és végre hajtattak. (Ezen naplójegyzetek kiadattak a Magyar Történelmi Tár XIII. vagy Uj folyam I. kötete 238-249. 1. Pesten, 1867., Toldy Ferencz által szerkesztve s bevezetve. Latinul és horvátul ívrét 16 lapon írva 1661. ápr. 3-ig terjednek. Egy gondos családfő följegyzései fia számára; legfőbb része a család személyeire s birtokaira vonatkozó eseményeket foglalja magában, de azonkívül más olyan eseményeket is, miket a jegyezgető érdekesnek talált és mik részint a megyei életre, részint az országos mozgalmakra is vonatkoznak. Jelen napló különösen fontos a mai Horvátországban és a szomszédos megyékben akkor élő nevezetesebb családok történetére. Az 1599-től 1627-ig, hihetőleg atyja halála éveig történteket atyja Kalendáriomából szedte össze s az egész irat, úgy látszik, eleje egy nagyobb terjedelmű munkának, mely négy ívenként volt összefogva, azonban e meglevő rész régen elválhatott az egésztől. A fordítást maga a szerkesztő, Szokolovich József és Popovich Döme eszközölték.